# Receptor opioid

O reprezentare animată a receptorului κ-opioid uman în complex cu antagonistul JDTic.

Receptorii opioizi sunt un grup de receptori inhibitori cuplați la proteina G, având opioidele ca liganzi. Opioidele endogene sunt dinorfinele, enkefalinele, endorfinele, endomorfinele și nociceptina. Receptorii opioizi sunt identici în proporție de ~40% cu receptorii de somatostatină (SSTR). Receptorii opioizi sunt distribuiți în multe țesuturi din organism, fiind reprezentați major în creier, în măduva spinării, pe neuronii periferici și în tractul digestiv.

## Subtipuri
Există câteva subtipuri majore de receptori opioizi.
- Receptorii delta (δ)
- Receptorii kappa (κ)
- Receptorii mu (μ)
- Receptorii de nociceptină
- Receptorii zeta (ζ)

Receptorii sigma (σ) erau considerați ca fiind opioizi datorită efectului antitusiv, însă în prezent au altă clasificare.